# 1,8-Dibromooctano
1,8-Dibromooctano é um composto químico organobromado de formulação C8H16Br2.